# PFLAG
PFLAG là tổ chức đầu tiên và lớn nhất ở Hoa Kỳ kết nối phụ huynh, gia đình và người ủng hộ với người đồng tính, song tính, chuyển giới và queer (LGBTQ+).
PFLAG (phát âm tiếng Anh: /ˈpiːflæɡ/ PEE-flag) không còn là một từ viết tắt, mà chỉ là tên của tổ chức. Trước 2014, nó viết tắt cho "Parents and Friends of Lesbians and Gays" (Phụ huynh và Bạn bè của người Đồng tính nữ và Đồng tính nam), sau này mở rộng thành "Parents, Families and Friends of Lesbians and Gays" (Phụ huynh, Gia đình và Bạn bè của người đồng tính nữ và đồng tính nam). Trước khi bỏ dấu gạch nối vào năm 1993, tên chính thức của nó được ghi là P-FLAG.

## Danh sách chủ tịch
| Năm phục vụ | Tên                     |
| ----------- | ----------------------- |
| 1981–1987   | Adele Starr             |
| 1987–1988   | Elinor Lewellen         |
| 1988–1992   | Paulette Goodman        |
| 1992–1996   | Mitzi Henderson         |
| 1996–1998   | Nancy McDonald          |
| 1998–2000   | Paul Beeman             |
| 2000–2002   | Arnold Drake            |
| 2002–2006   | Sam Thoron              |
| 2006–2010   | John R. Cepek           |
| 2010–2014   | Rabbi David M. Horowitz |
| 2014–2018   | Jean Hodges             |
| 2018–nay    | Kathy Godwin            |

## Ngoài Hoa Kỳ
- Tehila (Israel)
- Families and Friends of Lesbians and Gays (Vương quốc Anh)
- PFLAG Canada (nguồn gốc khác nhau, tên tương tự)
- Tels Quels (Bỉ)
- CONTACT (Pháp)
- BEFAH (Đức)
- AGEDO (Ý)
- Association of Fathers and Mothers of Gays and Lesbians (Tây Ban Nha)
- FELS (Thụy Sĩ)
- Stolta föräldrar (Thụy Điển)
- Families for Sexual Diversity (châu Mỹ Latinh)
- PFLAG Việt Nam
- PFLAG Trung Quốc
- PFLAG ở Úc
- PFLAG Nam Phi
- PFLAG Myanmar
- Chapter Four Uganda[2]

### Sách
- Cepek, John (2008). "Power of Love: PFLAG in Chicago". Trong Baim, Tracy (biên tập). Out and Proud in Chicago: An Overview of the City's Gay Community. Chicago: Surrey Books. tr. 138. ISBN 978-1-57284-643-2.
- Marcus, Eric (2002). Making Gay History: The Half-Century Fight for Lesbian and Gay Equal Rights. New York: HarperCollins.